# Gamil Ratib
Gamil Abu Bakr Ratib (18 de agosto de 1926 – 19 de septiembre de 2018) fue un actor egipcio. Apareció tanto en cine como televisión  y durante un corto tiempo también en teatro durante 65 años. Fue conocido por encarnar a diferentes villanocsy por su aparición en la legendaria Lawrence de Arabia.
Nacido en 1926 en El Cairo en una familia egipcia conocida por su amor por las artes, Ratib fue enviado a estudiar artes a París. Su amor por la interpretación provino del teatro francés, que estudió en la Universidad de Francia, antes de debutar en el cine en 1945. Fue un actor muy premiado tanto en su Egipto natal como en Francia, habiendo trabajado en ambos. países, incluso recibir la Legión de Honor. En Francia, Ratib se casó con una mujer francesa y obtuvo la ciudadanía francesa.

## Filmografía
- 1947: Les amants du pont Saint-Jean como Un jeune homme au bal (uncredited)
- 1956: Trapeze como Stefan
- 1957: O.S.S. 117 n'est pas mort
- 1957: L'Aventurière des Champs-Élysées como Christian Forestier
- 1961: Deuxième Bureau contre terroristes como Igorian
- 1962: Lawrence de Arabia (de David Lean) como Majid
- 1964: Shadow of Evil como Akhom
- 1964: Male Companion como Le maharadjah (uncredited)
- 1967: Piel de espía (Peau d'espion) como Belloum
- 1967: Réseau secret como Ben Salem
- 1968: The Young Wolves como Príncipe Linzani
- 1973: L'Alphomega (Serie de TV, de Lazare Iglesis) como Príncipe Raheem Abdel Rasheem
- 1975: Al kaddab
- 1975: Ala mn notlik Al-Rosas como Rushdy
- 1978: El-Soud ela al-hawia como Edmund
- 1978: Roadless Traveller
- 1979: Ualla azae lel sayedat como Tarek
- 1979: Chafika et Metwal (de Aly Badrakhan) como Afandina
- 1980: Shaaban Taht El-Sifr como Abdel Gawad
- 1982: L'Étoile du Nord como Nemrod Lobetoum
- 1983: Hob Fi El-Zinzana como Sharnoubi
- 1984: Al-La'na as Helmy
- 1985: El Terella
- 1985: Genius Number Five
- 1985: Adieu Bonaparte (وداعا بونابرت, Wadaan Bonabart) (de Youssef Chahine) como Barthélémy
- 1985: Ali Bey Mazhar Wal 40 Haramy como Sarhan
- 1985: El-Keif as Selim El-Bahz
- 1985: Sanawat al khatar
- 1986: Al Baree' como Dr. Ali Khalefa
- 1986: Al-Bidaya
- 1986: Alaqzam Kademon
- 1987: Kaher el-zaman como Dr. Halim
- 1988: Al-Darga Al-Thalitha (de Sherif Arafa)
- 1990: Fuera del tiempo (The Serpent of Death) como Omar
- 1991: Poussière de diamant como Si Abbes
- 1992: La dame du Caire
- 1993: La Fortune de Gaspard (TV de Gérard Blain) como Féréor
- 1995: Checkmate Mr. President! como presidente
- 1995: Toyour elzalam - Roshdy
- 1995: Jusqu'au bout de la nuit (de Gérard Blain) como Rousseau
- 1996: Un verano en La Goulette (Un été à La Goulette) (de Férid Boughedir) como Hadj Beji
- 1996: Afarit el-asphalt
- 1996: Méfie-toi de l'eau qui dort
- 1997: La Nuit du Destin (de Abdelkrim Bahloul) como M. Slimani
- 1998: Gamal Abd El Naser
- 2000: Stand-by como Le médecin
- 2001: El-Rehla como Ez bec
- 2001: Al-saher
- 2005: Zaïna, cavalière de l'Atlas como Récitant / Narrator (voice)
- 2007: Alawela fel Gharam
- 2008: The Aquarium de (Yousry Nasrallah) como Padre de Youssef
- 2008: Laylat El-Baby Doll como Sgt. Peter
- 2010: Turk's Head (de Pascal Elbé) como Aram
- 2011: Cinématon or not Cinématon como él mismo
- 2011: Carnet de Dubai Hiver II : Errances aquatiques como él mismo
- 2011: Carnet de Dubai Hiver IV : L'Eau et le haut como él mismo
- 2012: Un nuage dans un verre d'eau como M. Noun
- 2018: Hier como Virgile

## Honores
- : Gran Cruz de la Orden de Mérito de Egpto
- :  Caballero de la Legión de Honor
- : Gran Oficial de la Orden Nacional de Mérito de Túnez